# Grafenbergtunnel
Der Grafenbergtunnel im Rems-Murr-Kreis in Baden-Württemberg ist ein 260 m langer, zweiröhriger, in offener Bauweise errichteter Tunnel der autobahnartigen Bundesstraße 29 im Zuge der Ortsumfahrung von Schorndorf. Er durchsticht einen östlichen Ausläufer des namensgebenden Grafenbergs im Bereich des Gipskeupers. Der Baubeginn erfolgte 1994. Freigegeben wurde das Bauwerk am 1. Juli 1997 zusammen mit dem Sünchentunnel und dem Schornbachtalviadukt. Die Baukosten für den Tunnel betrugen seinerzeit 11,2 Mio. DM (in heutiger Kaufkraft 9,3 Mio. €).
In den Jahren 2013 bis 2015 wurde sukzessive die Tunneltechnik erneuert, dabei wurde – wie im Sünchentunnel – als Pilotprojekt eine Außenlichtdichtemessanlage installiert, die den Einfallswinkel der Sonne und Lichtstärke erfasst und gegebenenfalls die Geschwindigkeit im Tunnel reduziert, um Blendungen und damit Auffahrunfälle der Verkehrsteilnehmer zu verhindern.
Aufgrund seiner Kürze benötigt der Tunnel keine Lüfter. Im Tunnel gilt eine Höchstgeschwindigkeit von 100 km/h.